# 黑暗中的笑声
《黑暗中的笑声》（英语：Laughter in the Dark）；原俄语标题《暗箱》（俄语：Ка́мера обску́ра）是弗拉基米尔·纳博科夫的一部小说，1932年在巴黎俄文报纸《当代报》（Sovremennye zapiski）上连载。
《暗箱》的第一个英译本（Camera Obscura）, 由维尼弗德·罗伊翻译，1936年由伦敦的约纳森·朗出版，作者签名为弗拉基米尔·纳博科夫-西林。纳博科夫对翻译的质量非常不满，于是自己进行翻译，在1938年以现在常见的名称《黑暗中的笑声》出版。有时有人错误地认为他不喜欢这本书，但实际上这本书是基于他生活中非常个人的突破。
这本书讲述了一个中年男子对一个非常年轻女人的感情，导致了一种相互寄生的关系。1955年，纳博科夫再次描写这个主题：《洛丽塔》，达到了非常不同的效果。